# 법원여자중학교
법원여자중학교(法院女子中學校)는 대한민국 경기도 파주시 법원읍 가야리에 있는 공립 중학교이다.

## 학교 연혁
- 1971년 1월 7일 : 법원여자중학교 설립인가(9학급)
- 1971년 2월 3일 : 초대 이수남 교장 취임
- 1971년 3월 8일 : 개교
- 2023년 9월 1일 : 제18대 이민서 교장 부임
- 2024년 1월 5일 : 제51회 17명 졸업(총인원 5,005명)

## 참고 자료
- 법원여자중학교 - 한국교육학술정보원 학교알리미